# Saint-Quentin-lès-Beaurepaire

Saint-Quentin-lès-Beaurepaire este o comună în departamentul Maine-et-Loire, Franța. În 2009 avea o populație de 291 de locuitori.